# Библиотека-читальня имени И. С. Тургенева
Библиотека-читальня имени Ивана Сергеевича Тургенева — первая общедоступная бесплатная городская публичная библиотека в Москве. Основана в 1884 году по инициативе и на средства Варвары Алексеевны Морозовой для увековечивания памяти великого русского писателя Ивана Сергеевича Тургенева.

## История

### История создания
Читальня была открыта по инициативе потомственной почетной гражданки В. А. Морозовой. В 1883 году она обратилась с заявлением о желании пожертвовать 10 тысяч рублей на открытие бесплатной читальни в Московскую городскую думу. Газета «Русские ведомости» от 13 сентября 1883 года сообщала: 

Вчера, 12 сентября, состоялось первое после весьма продолжительных каникул заседание Московской Городской Думы. Председательствовал товарищ городского головы М. Ф. Ушаков. В том же заседании было доложено заявление потомственной почетной гражданки Варвары Алексеевны Морозовой, в котором она, желая почтить память покойного И. С. Тургенева, предлагает Думе основать в Москве бесплатную читальню, в ведении Думы, наименовав её «Тургеневскою». Для этого г-жа Морозова жертвует 5 тысяч рублей на приобретение книг и 5 тысяч рублей в виде фонда, на проценты с которого пополнялась бы читальня газетами, журналами и книгами; при этом она принимает на себя первоначальное обзаведение и содержание читальни в первые пять лет. Если же по истечении пяти лет она по какой-либо причине не захочет содержать на свой счет читальню, а город откажет принять её на своё иждивение, то вся движимость читальни должна поступить в распоряжение жертвовательницы. Для читальни должен быть составлен устав. Дума приговорила выразить г-же Морозовой благодарность за такое крупное пожертвование, а составление устава поручить комиссии— Русские ведомости. — 1883. — 13 сент. (№ 251). — С. 3.
Предложение В. А. Морозовой было принято Думой с благосклонностью. Выработка Устава читальни было поручено особой Комиссии, состоящей из пяти гласных думы: (В. И. Герье, Д. И. Иловайский, Н. П. Ланин, С. В. Лепёшкин, С. А. Муромцев), самой жертвовательницы и приглашённых ею профессоров Московского университета — И. И. Янжула, А. И. Чупрова и заведующего делами Городского статистического отдела М. Е. Богданова. Разработанный комиссией Устав из 10 пунктов был рассмотрен на заседаниях 11 и 18 мая 1884 года.
Комиссия решила полезным заложить в уставе возможность чтения не только в помещении читальни, но и выдача книг на дом; на раздаточный фонд выделялась пятая часть средств, а остальные предлагалось расходовать на формирование книжного фонда постепенно.
В мае 1884 года В. А. Морозова обратилась в думу с предложением построить на собственный счёт отдельное здание по проекту архитектора Д. Н. Чичагова на образовавшемся от части Сретенского бульвара участке земли; в августе она предложила на должность библиотекарши Веру Ивановну Погребову (урожд. Черкасову), которая проработала до февраля 1885 года, когда её сменила 21-летняя Екатерина Владимировна Алексеева (дочь петербургского мещанина), имевшая звание домашней учительницы русского языка и арифметики.

### Библиотека до 1917 г.
Устав читальни был утверждён и разрешение на её открытие было дано московским генерал-губернатором 5 ноября 1884 года. Здание читальни было построено в конце Сретенского бульвара у Мясницких ворот (впоследствии Тургеневская площадь, 1). Открытие «бесплатной библиотеки-читальни» состоялось 27 января (8 февраля) 1885 года и на следующий день она приняла первых посетителей.
В 1887 году профессор политэкономии, друг мужа В. А. Морозовой, А. И. Чупров написал об открытии общедоступной бесплатной читальни в журнале «Русская мысль», как о важном событии культурной жизни Москвы, в которой до этого существовали частные платные публичные библиотеки. К 1 января 1887 года кроме газет и периодических изданий в читальне было книг 3091 название в 4056 томах.
Вскоре, под влиянием опыта создания Тургеневской читальни в Москве открылась вторая бесплатная читальня — имени А. Н. Островского (1888). В Санкт-Петербурге были открыты две читальни в память А. С. Пушкина (на Обводном канале и Сампсониевском проспекте). А 27 декабря 1888 года министром внутренних дел И. Н. Дурново были утверждены правила о бесплатных народных читальнях и о порядке надзора за ними.
С 1890 до 1919 года читальню возглавляла дочь московского мещанина Анна Дмитриевна Суворова.
До 1900 года среднее число посетителей было около 270 человек ежедневно, затем стало расти и в 1909 году составило более 400 человек ежедневно (почти как у Румянцевской библиотеки); практически весь читательский контингент составляли мужчины (95—97 %). Читальню посещали представители всех сословий, от гимназистов (около трети посетителей) и рабочих до приказчиков и священнослужителей (в 1887—1888 гг. — 62 посещения, 1902—1903 гг. — всего 15). К началу 1904 года книжный фонд составлял свыше 9 тысяч томов; треть составляла беллетристика, на втором месте была общественные и юридические издания, в том числе книги по философии, юриспруденции, истории, праву; также были представлены книги по географии, сельскому хозяйству, биологии и медицине, истории литературы, искусству, а также толстые и иллюстрированные журналы. Средняя ежегодная выдача составляла около 110 тысяч книг и журналов; наиболее востребованными были «повести русские» (20—25 %) и «детские книги» (18—22 %), в начале XX века вырос интерес к «журналам иллюстрированным» (с 14 до 20 %) и упал — к «журналам толстым» (с 14 до 5 %).
С. Н. Дурылин, посещавший библиотеку со второй половины 1890-х годов, отмечал: 

В то время как гимназические библиотеки отличались крайней скудостью нарочито ограниченным подбором книг, в Тургеневской читальне открывался для пытливого юного ума и чувства свободный выход в необъятный простор мировой мысли и литературы. Это значение Тургеневская читальня имела для многих тысяч людей моего поколения. Среди её читателей было, перед первой революцией, много читателей из рабочей среды.
«В воскресенье, 2-го января <1911 года>, праздновалось 25-летие существования бесплатной городской библиотеки-читальни имени И. С. Тургенева и вместе открытие новой пристройки к её зданию». Среди официальных лиц были попечители В. А. Морозова и А. И. Сумбатов, архитектор С. Н. Шмидер. Пристройка располагалась в возведённом 3-м этаже здания; состояла из четырёх комнат и книгохранилища и составляла отделение библиотеки для научных занятий.

### Библиотека в СССР
После 1917 года развитию Тургеневской читальни способствовали известный библиотековед А. А. Покровский и его помощник И. М. Кунин (впоследствии заведующий читальней).
Библиотека возобновила свою работу в 1920 году. Выступлением Бориса Пастернака в 1922 году была положена традиция «Тургеневских вторников» — литературно-музыкальных вечеров, в которых участвовал цвет литературной и театральной Москвы. Некоторое время сотрудником читальни были С. Я. Минц и Г. Н. Оболдуев. В начале 1920-х годов читальня не раз закрывалась: то по причине холодов, то на ремонт. В 1921 году её посетили всего 5914 читателей, в 1923 — 25878. По состоянию на 7 августа 1923 года, общее число книг было 26 тысяч; в середине 1927 года — более 35 тысяч (в это время в читальне практически отсутствовали детские книги).
В 1923 году в штате читальни было 12 библиотекарей, а 1930-х годах — 16 библиотекарей и 2 библиографа. Работала читальня без выходных, с 10 до 22 часов. Основную читательскую массу (до 60 %) составляли учащиеся. Наиболее востребованной была классическая литература и книги по «точным наукам».
В 1950-х годах городская библиотека-читальня № 93 им. Тургенева стала центром собирания и изучения литературного наследия И. С. Тургенева; при ней работала «Тургеневская комиссия». Директором в это время были: сначала — А. С. Бондарева, затем — Г. Н. Карноухов, в 1971 году ставший заслуженным работником культуры РСФСР.
В 1957 году в штате читальни было 25 человек, в том числе 14 библиотекарей (4 — с высшим образованием). Поскольку рядом располагался Московский инженерно-физический институт и общежитие Полиграфического института, библиотеку массово посещали студенты. Общая посещаемость была: 300—400 человек в день.
В конце 1960-х годов началась реконструкция Тургеневской площади в связи со строительством Новокировского проспекта (ныне проспект Сахарова); к этому времени книжный фонд библиотеки составлял 95 тысяч томов и она испытывала острую необходимость в увеличении помещений. В 1966 году здание библиотеки было капитально отремонтировано, а в октябре 1972 года историческое здание Библиотеки-читальни, вопреки протестам московской общественности — было срочно снесено по личному указанию первого секретаря Московского городского комитета КПСС В. В. Гришина. Ещё согласно решению Исполкома Моссовета от 15 октября 1968 года библиотека должна была получить комплекс зданий по адресу: Мясницкая улица, 21; затем рассматривались ещё несколько вариантов. Однако библиотека была размещена в квартире дома № 2/4 по Тургеневской площади, а её уникальный фонд был разбросан по нескольким московским адресам. В результате настойчивой борьбы сотрудников и актива библиотеки (директором в это время, с 1974 по 1993 год была Цецилия Самуиловна Красне) за выделение ей нового здания взамен снесённого, решением Исполкома Моссовета от 13 апреля 1989 года № 728 отделу культуры Сокольнического района были переданы под размещение библиотеки-читальни им. И. С. Тургенева строения 1 и 2 дома № 6 по Боброву переулку, занимаемые в то время Московской Федерацией профсоюзов. Через пять лет, осенью 1993 года, директор библиотеки Ц. С. Красне отмечала: «все это был, конечно блеф, и вы видите, что мы 6 октября праздновали 21 год сидения». И только 21 декабря 1993 года, Правительство Москвы приняло постановление № 1173, согласно которому эти два здания по Боброву переулку передавались под размещение Библиотеки-читальни им. И. С. Тургенева, а Московской Федерации профсоюзов предоставлялись другие помещения — в Безбожном переулке, д. 25.

#### Современная Библиотека
Современное здание

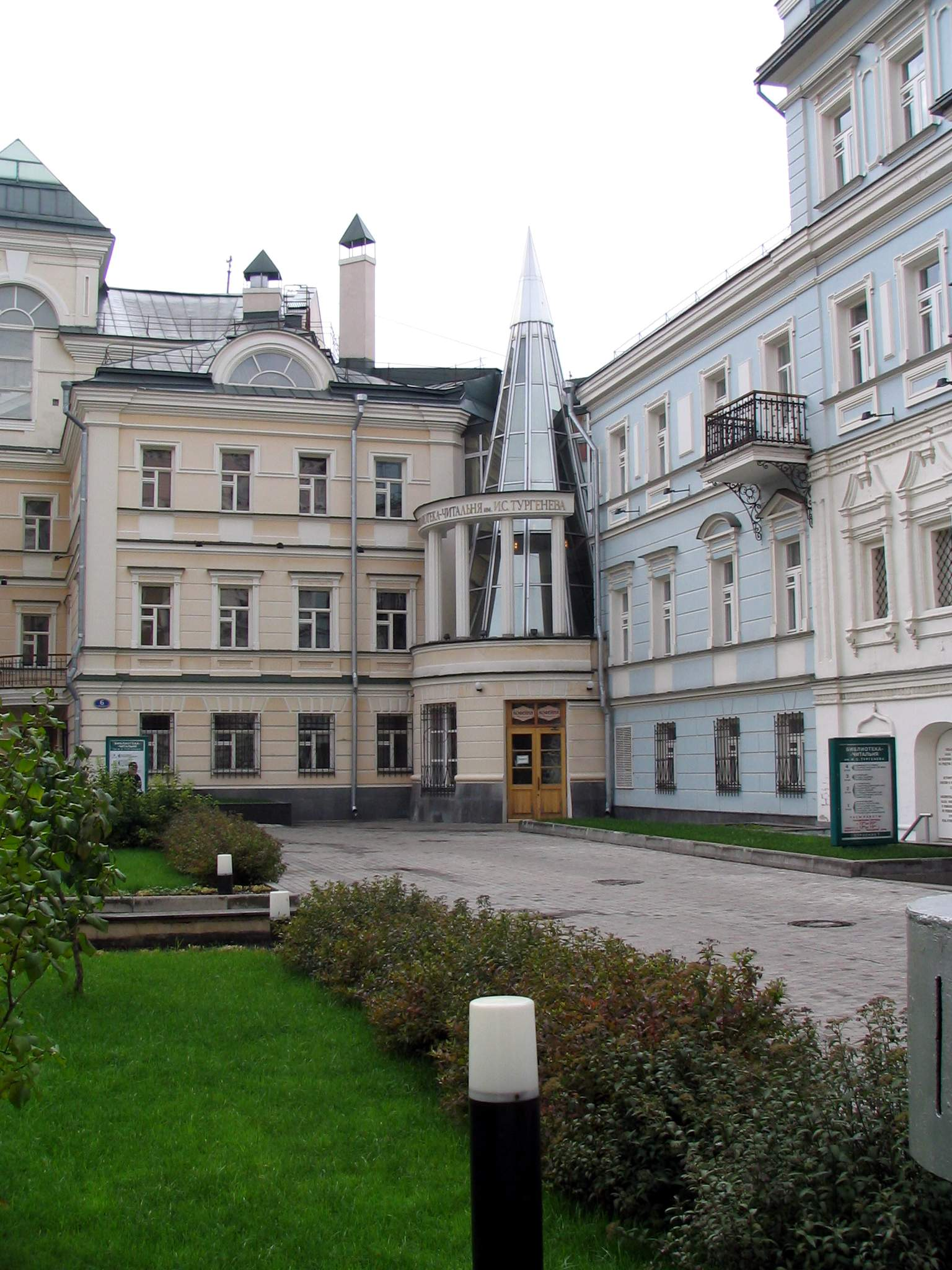
Библиотека-читальня имени И. С. Тургенева

Переданные библиотеке здания находились на территории усадьбы начала XVIII века принадлежавшей Григорию Михайловичу Петрово-Соловово Меньшому.
В декабре 1994 года был подписан договор с мастерской № 19 ГУП «Моспроект-2» (руководитель мастерской и главный архитектор проекта А. Р. Асадов, главный инженер проекта С. Ф. Чуриков) на проектирование реконструкции здания — строения 2. Жилой дом конца XIX в. было необходимо приспособить под задачи публичной библиотеки, современной по формам работы с читателем и по её оснащению. До реконструкции общая площадь здания составляла 550 кв. м., после реконструкции она должна была составить 1423,8 кв. м. Увеличение площадей достигалось за счет надстройки 4 и 5 этажей и возведения стеклянной ротонды, а также обустройства подвальных помещений.
Здание подвергалось полной перепланировке. В результате была сформирована система залов, предназначенных для специализированного обслуживания пользователей. Отличительной особенностью реконструкции явилось то, что впервые в Москве реализация библиотечной программы осуществлялась на основе архитектурных и дизайнерских решений высокого класса. Строительные работы начались летом 1995 года и завершились ко Дню города в сентябре 1997 года в рамках подготовки к празднованию 850-летия основания Москвы; 12 сентября 1997 года состоялась презентация реконструированного, но ещё не обставленного мебелью и оргтехникой строения 2 московской общественности. На дооснащение и подготовку здания к открытию для читателей потребовался ещё год. Официальное открытие первой очереди реконструкции библиотеки состоялось 9 ноября 1998 г. в рамках празднования «Дней И. С. Тургенева в Москве», посвящённых 180-летию со дня рождения писателя. Для читателей библиотека открылась 16 ноября.
Строение 1 было введено в строй в 2004 году. К этому времени была проведена реставрация фасадов XIX века, раскрыты формы первоначального объёма рубежа XVII—XVIII вв. на парадном дворовом фасаде, которые были восстановлены и включены, как фрагмент в своеобразной раме, в поздний фасад здания. Общими усилиями городу была возвращена не только славная своей историей библиотека-читальня им. И. С. Тургенева, но и заново открытый памятник старой Москвы.

## Библиотека сегодня
Сегодня Библиотека-читальня им. И. С. Тургенева — это комплекс из 7 специализированных залов, оснащенных новейшим электронным оборудованием, 3 помещения для проведения культурных и образовательных программ, выставочного зала, 4 книгохранений, ряда служебных помещений. На территории библиотеки работает кафе Ex:Libris, являющееся его структурным подразделением.
Компьютерная сеть Библиотеки насчитывает 83 автоматизированных рабочих места, из них 29 — читательских. Все библиотечно-библиографические процессы компьютеризированы с применением Автоматизированной информационно-библиотечной системы «Absotheque Unicode» (Россия).
В электронном каталоге Библиотеки — около 130 тыс. записей. Карточный каталог отсутствует. Основные виды библиотечного и информационного обслуживания — бесплатные. Имеются залоговый абонемент и АВ-абонемент.
Библиотечный фонд насчитывает свыше 100 тыс. экз. документов, в том числе:
- книжные издания универсальной тематики на русском, немецком, французском и английском языках;
- периодические издания (газеты и журналы) на русском, немецком, французском языках;
- справочники универсального характера, специальные справочники, двуязычные словари;
- электронные издания (обучающие программы, издания на CD-ROM)
- аудио-визуальные документы («говорящие книги», музыкальные компакт-диски, фильмы на DVD и видеокассетах, электронные ноты)

Также следует отметить такие ресурсы как:
- Тематические подборки материалов из периодических изданий;

Staedte und Gegenden Deutschlands (Города и местности Германии);
Personen und Ereignisse (Материалы о деятелях культуры Германии / Страноведение Германии, традиции и обычаи, политические события);
Les écrivains français (Французские писатели);
La géographie, la culture, les fêtes et les traditions de la France (Страноведение, культура, обычаи и традиции Франции);

## Награды
- Почётная грамота Московской городской думы (3 февраля 2010 года) — за заслуги перед городским сообществом и в связи со 125-летним юбилеем[6].

## Рекомендуемая литература
- Очерк деятельности городской бесплатной библиотеки-читальни, учрежденной В. А. Морозовой в память И. С. Тургенева за 25 лет ея существования (с 28 января 1885 г. — 28 января 1910 г.). — М., 1910. — 49 с.
- М. М. Борисовская. Та самая Тургеневка // Из истории Московских библиотек. — . М.: Слово /SLOVO, 1997. — С. 184—222.(Вып.2: Публичные библиотеки исторического центра Москвы / сост. М. Я. Дворкина и Л. М. Инькова);